# Rok Korošec
Rok Korošec, né le 24 novembre 1993 à Kamnik, est un coureur cycliste slovène. 

## Biographie
En 2020, il est sélectionné pour représenter son pays aux championnats d'Europe de cyclisme sur route organisés à Plouay dans le Morbihan. Il abandonne lors de la course en ligne. Il arrête sa carrière à l'issue de cette saison.

## Palmarès sur route

### Par années
- 2015
  - 3e du championnat de Slovénie sur route espoirs
- 2016
  - Grand Prix cycliste de Gemenc :
    - Classement général
    - 2e étape

  - 5e étape du Tour de Hongrie
- 2017
  - Umag Trophy
  - Visegrad 4 Bicycle Race - GP Czech Republic
  - 2e de la Visegrad 4 Bicycle Race - GP Polski
  - 3e du Okolo Jižních Čech
- 2018
  - Grand Prix cycliste de Gemenc : 
    - Classement général
    - 1re étape

  - 2e du Kirschblütenrennen
  - 3e du Visegrad 4 Bicycle Race - GP Slovakia
  - 3e du Visegrad 4 Bicycle Race - GP Czech Republic
  - 3e du Visegrad 4 Bicycle Race - GP Hungary
- 2019
  - 2e de Croatie-Slovénie

### Classements mondiaux
| Année           | 2016 | 2017 | 2018 |
| --------------- | ---- | ---- | ---- |
| UCI Europe Tour | 816e | 240e | 240e |

## Palmarès en VTT
- 2010
  - 2e du championnat de Slovénie de cross-country juniors
- 2011
  -  Champion de Slovénie de cross-country juniors
- 2013
  -  Champion de Slovénie de cross-country
- 2020
  - 3e du championnat de Slovénie de cross-country